# Tommy Williams (Eishockeyspieler)
Thomas Mark „Tommy“ Williams (* 17. April 1940 in Duluth, Minnesota; † 8. Februar 1992 in Marlborough, Massachusetts) war ein amerikanischer Eishockeyspieler. Im Jahr 1960 war er der jüngste Spieler und einzige spätere NHL-Stammspieler des US-amerikanischen Teams, das durch das „Wunder von Squaw Valley“ Olympiasieger wurde.

## Karriere
Williams spielte zwischen 1958 und 1960 insgesamt 65 Mal für die amerikanische Nationalmannschaft, darunter auch alle Spiele der Weltmeisterschaft 1959 und erzielte dabei 32 Tore und 20 Assists. Nach dem olympischen Bewerb 1960 wurde er Profi, zuerst bei den Kingston Frontenacs, einem Farmteam der Boston Bruins in der Eastern Professional Hockey League, um nach etwa anderthalb Jahren sein Debüt bei den Bruins in der NHL zu geben. Dort reifte er in der Saison 1962/63 zum Stammspieler und bis zum Ende der 1960er Jahre dort, ehe er zur Spielzeit 1969/70 zu den Minnesota North Stars transferiert wurde. In der ersten Saison bei den North Stars erzielte er mit 67 Scorerpunkten (15 Tore, 52 Vorlagen) sein bestes Karriereergebnis, wurde aber während der Folgesaison an das schlechteste Team der Liga, die California Seals abgegeben. Als er dort keine Zukunft mehr sah, wechselte er in die neu gegründete Konkurrenzliga WHA zu den New England Whalers, mit denen er 1973 den ersten Meistertitel der Liga erringen konnte. Nach einer weiteren Saison in der WHA zog es ihn zurück in die NHL, zu den neu gegründeten Washington Capitals und trat nach zwei Spielzeiten dort vom aktiven Sport zurück.
Insgesamt kam er in der NHL in 16 Jahren zu 161 Toren und 269 Assists in 663 Spielen.
1981 wurde Williams in die United States Hockey Hall of Fame aufgenommen. Er verstarb am 8. Februar 1992 im Alter von 51 Jahren.

## Erfolge und Auszeichnungen
- 1960 Goldmedaille bei den Olympischen Winterspielen
- 1973 Avco-World-Trophy-Gewinn mit den New England Whalers
- 1981 Aufnahme in die United States Hockey Hall of Fame

## Karrierestatistik

### International
Vertrat die USA bei:
- Olympischen Winterspielen 1960

(Legende zur Spielerstatistik: Sp oder GP = absolvierte Spiele; T oder G = erzielte Tore; V oder A = erzielte Assists; Pkt oder Pts = erzielte Scorerpunkte; SM oder PIM = erhaltene Strafminuten; +/− = Plus/Minus-Bilanz; PP = erzielte Überzahltore; SH = erzielte Unterzahltore; GW = erzielte Siegtore; 1 Play-downs/Relegation; Kursiv: Statistik nicht vollständig)